# Unite Group
Unite Group (anciennement Unite Students) est une entreprise immobilière britannique spécialisée dans l'hébergement pour les étudiants.

## Histoire
En juillet 2019, Unite Students annonce l'acquisition Liberty Living Group pour 1,4 milliard de livres.

## Activité
Gestion et promotion de logements étudiants au Royaume Uni.
A fin 2019, le patrimoine immobilier est composé de 177 immeubles.
Il est évalué à 3 400 millions GBP.

## Principaux actionnaires
Au 4 avril 2020.
| Fonds de pension du Canada        | 20,0% |
| APG Asset Management              | 5,99% |
| The Vanguard Group                | 3,01% |
| Merian Global Investors           | 2,52% |
| Third Avenue Management           | 2,27% |
| Kames Capital                     | 2,24% |
| BlackRock Investment Management   | 2,23% |
| Norges Bank Investment Management | 2,22% |
| BlackRock Advisors                | 2,14% |
| Aberdeen Asset Managers           | 2,08% |